# Marià I de Zori
Marià I de Zori o de Lacon-Zori, fou jutge d'Arborea.
Fou el primer jutge privatiu documentat vers el 1060-1070. A partir del 1070 la capital del territori es va situar a Oristany. Va tenir un fill, Orsoc I d'Arborea i una filla que es va casar amb un membre de la família Orrù, que foren els pares del jutge Comit I d'Orrù, de Gonnari d'Orrù (mort passat el 1102) i Constantí d'Orrù (mort passat el 1102).